# Guijo de Santa Bárbara
Guijo de Santa Bárbara è un comune spagnolo di 469 abitanti situato nella comunità autonoma dell'Estremadura. Situato a la comarca di la Vera.